# FC 코리아

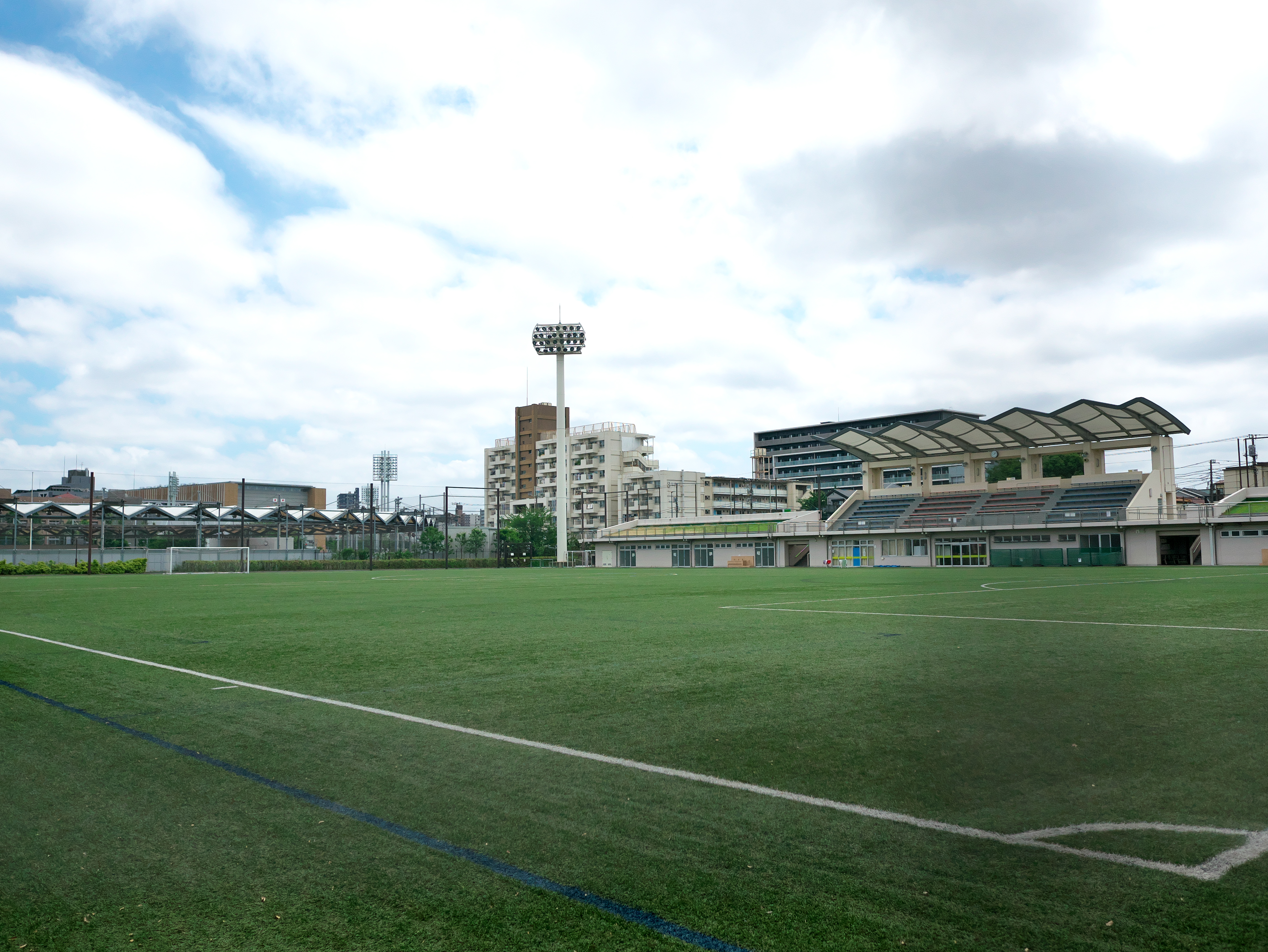

FC 코리아(FC Korea)는 재일본조선인총련합회계 재일 조선인을 주축으로 하는 일본의 축구단으로 일본 간토 사커 리그 및 독립 축구 협회 연맹에 소속되어 있는 팀이며 홈 경기장은 도쿄에 위치한 아카바네 파크 스타디움이다.

## 역사

### 창단
1961년 8월에 창단한 재일조선인축구단을 모태로 하고 있는 FC 코리아는 조총련이 창단에 참여하여 발군의 기량을 선보였던 북한 국가대표팀으로 선발되기도 했다. 그러다가 1996년 도쿄도 사회인 축구 연맹에 가입해 같은 해에 4부 리그에서 우승컵을 들어올렸고 이후 3부 리그를 거쳐 1부 리그까지 연달아 우승을 거머쥐면서 빠르게 성장하기 시작했다. 그러나 준가맹팀이었기 때문에 간토 사회인 축구 리그 승격이 걸린 대회 진출은 이뤄지지 못했다. 그리고 1999년 자금난이 계속되자 프로 선수들을 방출시키고 아마추어 운영을 선언하면서 이듬해인 2000년 조총련 교육기관인 조선대학교의 선수들을 받아들였다. 그리고 또 이듬해인 2001년 일본 축구 협회 제 10회 정기이사회에서 준가맹팀도 전국 대회 출전이 가능하다는 판결을 내리면서 전국 사회인 대회 출전은 물론 4부 리그 승격도 가능하게 되었다. 이에 따라 도쿄 등 수도권에 거주하던 재일교포 및 도쿄조선축구단이 재일조선인축구단의 기록을 계승하는 방식으로 현재의 FC 코리아라는 이름으로 재출범을 알렸다.

### 리그 승격 그리고 전국 사회인 대회 제패
2004년 팀의 운영 회사인 'NPO법인 코리아 스포츠 클럽'을 창설한 후 다시 도쿄도 사회인 축구 1부 리그에서 정상에 올랐다. 그리고 2006년 준우승팀 자격으로 승격이 걸린 제40회 간토 사회인 축구 대회에 출전했으나 2라운드에서 탈락의 고배를 마셨다. 하지만 2007년 다시 도쿄 사회인 축구 1부 리그에서 우승을 차지했고 제41회 간토 사회인 축구 대회에서 준우승을 차지하면서 간토 축구 2부 리그로 승격되는 기쁨을 맛보았는데 이는 일본 축구 협회에 등록된 준가맹팀이 지역 리그 승격을 거둔 최초의 사례가 되었다. 뒤이어 2008년 간토 축구 2부 리그에서 준우승을 차지하면서 1부 리그 승격에 성공했고 2009년에는 준가맹팀으로는 최초로 전국 사회인 축구 선수권 대회 16강에 오르는 기염을 토했다. 또한 2010년 KSL 이치하라컵에서 준우승을 차지했고 2012년 제48회 전국 사회인 축구 선수권 대회에서 우승 트로피를 들어올리며 JFL 승격이 걸린 전국 지역 축구 리그 결승 대회에 출전했으나 예선 탈락의 아픔을 겪었다. 그 다음해인 2013년에도 간토 축구 1부 리그 우승으로 같은 대회에 출전했지만 2회 연속으로 예선에서 탈락했다. 이후 2014년에는 4위, 2015년에는 5위를 기록하다가 같은 해 KSL 이치하라컵에서 정상의 자리에 등극했다.

### 국제 대회
2015년 재일 조선인(United Koreans in Japan) 축구 협회를 만들어 독립 축구 협회 연맹의 정식 회원으로 가입했다.

## 선수 명단

### 현역
참고: FIFA 자격 규정에 따라 소속된 국가대표팀 국기를 표시합니다. 선수는 복수의 FIFA 비회원국 국적을 가지고 있을 수 있습니다.
| 번호 | 포지션 | 국적 | 이름        |
| ---- | ------ | ---- | ----------- |
| 4    | DF     |      | 아키토시 쿄 |

| 번호 | 포지션 | 국적 | 이름 |
| ---- | ------ | ---- | ---- |

## 같이 보기
- 데포르티보 코레아노